# Campionato del mondo di scacchi 1981
Il campionato del mondo di scacchi 1981 fu disputato tra il campione in carica Anatolij Karpov e lo sfidante Viktor Korčnoj, a Merano, in Italia, tra il 1º ottobre e il 19 novembre. Fu la seconda sfida consecutiva del campionato mondiale tra questi due giocatori, dopo il match del 1978; come allora, Karpov mantenne il titolo.

## Qualificazione
I due tornei interzonali si tennero a Riga e a Rio de Janeiro: entrambi furono organizzati come dei gironi all'italiana tra 18 giocatori, tre dei quali si qualificarono per i match ad eliminazione diretta che avrebbero deciso lo sfidante di Karpov.
A questi, Viktor Korčnoj e Boris Spasskij furono ammessi di diritto in quanto finalisti dei precedenti match dei candidati.
|  | Quarti           | Quarti           | Quarti          |                 |                | Semifinali     | Semifinali | Semifinali |  |  | Finale | Finale | Finale |  |
|  |                  |                  |                 |                 |                |                |            |            |  |  |        |        |        |  |
|  | Robert Hübner    | Robert Hübner    | 5,5             |                 |                |                |            |            |  |  |        |        |        |  |
|  | Robert Hübner    | Robert Hübner    | 5,5             |                 |                |                |            |            |  |  |        |        |        |  |
|  | András Adorján   | András Adorján   | 4,5             |                 |                |                |            |            |  |  |        |        |        |  |
|  | András Adorján   | András Adorján   | 4,5             |                 | Robert Hübner  | Robert Hübner  | 6,5        |            |  |  |        |        |        |  |
|  |                  |                  |                 |                 | Robert Hübner  | Robert Hübner  | 6,5        |            |  |  |        |        |        |  |
|  |                  |                  | Lajos Portisch  | Lajos Portisch  | 4,5            |                |            |            |  |  |        |        |        |  |
|  | Boris Spasskij   | Boris Spasskij   | Lajos Portisch  | Lajos Portisch  | 4,5            | 7              |            |            |  |  |        |        |        |  |
|  | Boris Spasskij   | Boris Spasskij   |                 |                 |                |                |            |            |  |  |        |        |        |  |
|  | Lajos Portisch   | Lajos Portisch   | 7               |                 |                |                |            |            |  |  |        |        |        |  |
|  | Lajos Portisch   | Lajos Portisch   | 7               |                 | Robert Hübner  | Robert Hübner  | 3,5        |            |  |  |        |        |        |  |
|  |                  |                  |                 |                 |                |                |            |            |  |  |        |        |        |  |
|  |                  |                  | Viktor Korčnoj  | Viktor Korčnoj  | 4,5            |                |            |            |  |  |        |        |        |  |
|  | Viktor Korčnoj   | Viktor Korčnoj   | Viktor Korčnoj  | Viktor Korčnoj  | 4,5            | 5,5            |            |            |  |  |        |        |        |  |
|  | Viktor Korčnoj   | Viktor Korčnoj   |                 |                 |                |                |            |            |  |  |        |        |        |  |
|  | Tigran Petrosjan | Tigran Petrosjan | 3,5             |                 |                |                |            |            |  |  |        |        |        |  |
|  | Tigran Petrosjan | Tigran Petrosjan | 3,5             |                 | Viktor Korčnoj | Viktor Korčnoj | 7,5        |            |  |  |        |        |        |  |
|  |                  |                  |                 |                 | Viktor Korčnoj | Viktor Korčnoj | 7,5        |            |  |  |        |        |        |  |
|  |                  |                  | Leŭ Paluhaeŭski | Leŭ Paluhaeŭski | 6,5            |                |            |            |  |  |        |        |        |  |
|  | Leŭ Paluhaeŭski  | Leŭ Paluhaeŭski  | Leŭ Paluhaeŭski | Leŭ Paluhaeŭski | 6,5            | 5,5            |            |            |  |  |        |        |        |  |
|  | Leŭ Paluhaeŭski  | Leŭ Paluhaeŭski  |                 |                 |                |                |            |            |  |  |        |        |        |  |
|  | Michail Tal'     | Michail Tal'     | 2,5             |                 |                |                |            |            |  |  |        |        |        |  |

## Campionato mondiale

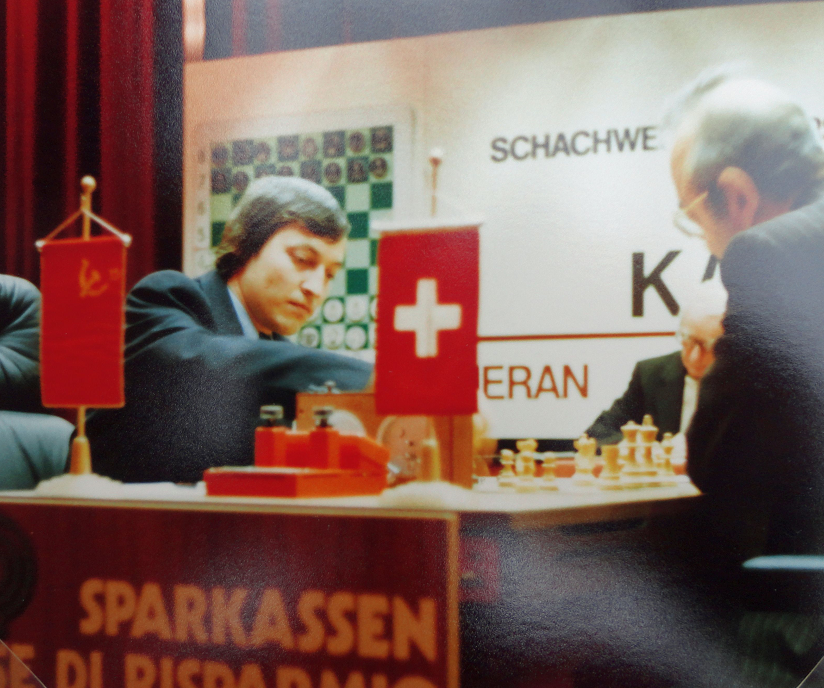
Karpov - Korčnoj (1981)

Il titolo di campione del mondo veniva assegnato al primo giocatore a collezionare sei vittorie. Karpov vinse le prime due partite e la quarta, arrivando a sei vittorie già alla 18ª partita, perdendone solo due e mantenendo agevolmente il suo titolo.
|                                     | 1 | 2 | 3 | 4 | 5 | 6 | 7 | 8 | 9 | 10 | 11 | 12 | 13 | 14 | 15 | 16 | 17 | 18 | Totale |
| ----------------------------------- | - | - | - | - | - | - | - | - | - | -- | -- | -- | -- | -- | -- | -- | -- | -- | ------ |
| Anatolij Karpov ( Unione Sovietica) | 1 | 1 | ½ | 1 | ½ | 0 | ½ | ½ | 1 | ½  | ½  | ½  | 0  | 1  | ½  | ½  | ½  | 1  | 6 (11) |
| Viktor Korčnoj ( Svizzera)          | 0 | 0 | ½ | 0 | ½ | 1 | ½ | ½ | 0 | ½  | ½  | ½  | 1  | 0  | ½  | ½  | ½  | 0  | 2 (7)  |

## Partite
Partita 1

Bianco: Korchnoi, Viktor

Nero: Karpov, Anatoly

Gambetto di donna rifiutato, Tartakower (sistema Makogonov-Bondarevsky).

Risultato: 0-1

1.c4 e6 2.Nc3 d5 3.d4 Be7 4.Nf3 Nf6 5.Bg5 h6 6.Bh4 O-O 7.e3 b6 8.Rc1 Bb7 9.Be2 Nbd7 10.cxd5 exd5 11.O-O c5 12.dxc5 bxc5 13.Qc2 Rc8 14.Rfd1 Qb6 15.Qb1 Rfd8 16.Rc2 Qe6 17.Bg3 Nh5 18.Rcd2 Nxg3 19.hxg3 Nf6 20.Qc2 g6 21.Qa4 a6 22.Bd3 Kg7 23.Bb1 Qb6 24.a3 d4 25.Ne2 dxe3 26.fxe3 c4 27.Ned4 Qc7 28.Nh4 Qe5 29.Kh1 Kg8 30.Ndf3 Qxg3 31.Rxd8+ Bxd8 32.Qb4 Be4 33.Bxe4 Nxe4 34.Rd4 Nf2+ 35.Kg1 Nd3 36.Qb7 Rb8 37.Qd7 Bc7 38.Kh1 Rxb2 39.Rxd3 cxd3 40.Qxd3 Qd6 41.Qe4 Qd1+ 42.Ng1 Qd6 43.Nhf3 Rb5  0-1
Partita 2

Bianco: Karpov, Anatoly

Nero: Korchnoi, Viktor

Partita spagnola, Difesa berlinese, variante aperta

Risultato:1-0

1.e4 e5 2.Nf3 Nc6 3.Bb5 Nf6 4.O-O Nxe4 5.d4 Be7 6.Qe2 Nd6 7.Bxc6 bxc6 8.dxe5 Nb7 9.Nc3 O-O 10.Re1 Nc5 11.Be3 Ne6 12.Rad1 d5 13.exd6 cxd6 14.Nd4 Bd7 15.Nf5 d5 16.Nxe7+ Qxe7 17.Qd2 Qh4 18.Ne2 Rfe8 19.b3 Re7 20.Ng3 Qf6 21.f3 Be8 22.Ne2 h6 23.Bf2 Qg6 24.Nc1 d4 25.Nd3 Qf6 26.Bg3 Rd7 27.Re5 Qd8 28.Rde1 Rd5 29.Rxd5 Qxd5 30.Re5 Qd7 31.Qe1 Rc8 32.b4 Qd8 33.Ra5 Qd7 34.h3 f6 35.Rxa7 Qd5 36.Ra5 Qd7 37.Ra7 Qd5 38.Ra5 Qd7 39.Qe4 Bf7 40.Qf5 Re8 41.Kh2 Qb7 42.a3 Rd8 43.h4 h5 44.Nf2 Qd7 45.Ra6 Qe8 46.Qa5 Bg6 47.Nd3 Kh7 48.Qb6 Rc8 49.a4 Bf5 50.a5 c5 51.bxc5 Bxd3 52.cxd3 Nxc5 53.Ra7 Qg6 54.Rc7 Rxc7 55.Bxc7 Nxd3 56.Qxd4 Ne5 57.Bxe5  1-0
Partita 3

Bianco: Korchnoi, Viktor

Nero: Karpov, Anatoly

Gambetto di donna rifiutato, Tartakower (sistema Makogonov-Bondarevsky)

Risultato: 1/2-1/2

1.c4 e6 2.Nc3 d5 3.d4 Be7 4.Nf3 Nf6 5.Bg5 h6 6.Bh4 O-O 7.e3 b6 8.Rc1 Bb7 9.Be2 dxc4 10.Bxc4 Nbd7 11.O-O c5 12.Qe2 a6 13.a4 Ne4 14.Nxe4 Bxe4 15.Bg3 Qc8 16.dxc5 bxc5 17.Nd2 Bc6 18.b3 Rd8 19.Bd3 Qb7 20.f3 Nf6 21.Rfd1 Nd5 22.e4 Nb4 23.Bb1 Be8 24.e5 Nc6 25.Bf2 Nd4 26.Bxd4 Rxd4 27.Be4 Bc6 28.Bxc6 Qxc6 29.Nc4 Rad8 30.Rxd4 cxd4 31.Qd3 Bb4 32.g3 Rb8 33.Kg2 Bc3 34.Rb1 Qd5 35.h4 h5 36.Kf2 Bb4 37.Kg2 Be7 38.Rd1 Qb7 39.Rb1 Qd5 40.Rb2 Bb4 41.Rb1  1/2-1/2
Partita 4

Bianco: Karpov, Anatoly

Nero: Korchnoi, Viktor

Difesa russa

Risultato: 1-0

1.e4 e5 2.Nf3 Nf6 3.Nxe5 d6 4.Nf3 Nxe4 5.d4 d5 6.Bd3 Be7 7.O-O Nc6 8.Re1 Bf5 9.Bb5 Bf6 10.Nbd2 O-O 11.Nf1 Ne7 12.c3 Ng6 13.Bd3 Nd6 14.Bxf5 Nxf5 15.Qb3 b6 16.Qb5 a6 17.Qd3 Qd7 18.Ng3 Nxg3 19.hxg3 a5 20.Bg5 Bxg5 21.Nxg5 Rfe8 22.b3 Rad8 23.Nf3 f6 24.Nd2 Kf7 25.Nf1 h5 26.Rxe8 Rxe8 27.Qf3 Rh8 28.Ne3 Ne7 29.Re1 g6 30.Qf4 Kg7 31.g4 g5 32.Qf3 hxg4 33.Nxg4 Qd6 34.g3 c6 35.c4 f5 36.Qe3 Ng6 37.c5 Qd8 38.Ne5 bxc5 39.Nxc6 Qf6 40.Qe6 cxd4 41.Qxd5 d3 42.Qd7+ Qf7 43.Ne7 Kh7 44.Kg2 Re8 45.Rh1+ Nh4+ 46.gxh4 Qxe7 47.Qxf5+ Kg7 48.hxg5 Qb7+ 49.f3 Re2+
50.Kf1 Kg8 51.Qxd3 Re6 52.Qd8+ Kg7 53.Qd4+  1-0
Partita 5

Bianco: Korchnoi, Viktor

Nero: Karpov, Anatoly

Gambetto di donna rifiutato

Risultato: 1/2-1/2

1.c4 e6 2.Nc3 d5 3.d4 Be7 4.Nf3 Nf6 5.Bg5 h6 6.Bh4 O-O 7.Rc1 b6 8.cxd5 Nxd5 9.Nxd5 exd5 10.Bxe7 Qxe7 11.g3 Ba6 12.e3 c5 13.dxc5 bxc5 14.Bxa6 Nxa6 15.Qxd5 Nb4 16.Qc4 Qf6 17.Nh4 Qxb2 18.O-O Qxa2 19.Qxa2 Nxa2 20.Rxc5 Rfc8 21.Ra5 Nc1 22.Nf5 Rc7 23.Nd4 Rb8 24.Ra1 Nd3 25.Rfd1 Ne5 26.Ra2 g6 27.Rda1 Rbb7 28.h3 h5 29.Kg2 Kg7 30.Ra5 Nc6 31.Nxc6 Rxc6 32.Rxa7 Rxa7 33.Rxa7 Rc2 34.e4 Rc3 35.Ra2 Kf6 36.f3 Rb3 37.Kf2 Rc3 38.Ke2 Rb3 39.Ra6+ Ke7 40.Ra5 Kf6 41.Rd5 Ra3 42.Rd6+ Kg7 43.h4 Rb3
44.Rd3 Rb5 45.Ke3  1/2-1/2
Partita 6

Bianco: Karpov, Anatoly

Nero: Korchnoi, Viktor

Partita spagnola, variante aperta, 9.c3

Risultato: 0-1

1.e4 e5 2.Nf3 Nc6 3.Bb5 a6 4.Ba4 Nf6 5.O-O Nxe4 6.d4 b5 7.Bb3 d5 8.dxe5 Be6 9.c3 Bc5 10.Nbd2 
O-O 11.Bc2 Bf5 12.Nb3 Bg6 13.Nfd4 Bxd4 14.cxd4 a5 15.Be3 a4 16.Nc1 a3 17.b3 f6 18.exf6 Qxf6 19.Ne2 Nb4 20.Bb1 Qe7 21.Qe1 Rfe8 22.Nf4 Bf7 23.Qc1 c5 24.dxc5 Qf6 25.Bxe4 Rxe4 26.Ne2 d4 27.Ng3 Ree8 28.Qd2 Nc6 29.Bg5 Qe5 30.Rac1 d3 31.Rfd1 Bg6 32.Be3 Re6 33.Bf4 Qf6 34.Re1 Rae8 35.Rxe6 Rxe6 36.Rb1 h5 37.h3 h4 38.Bg5 Qd4 39.Be3 Qd5 40.Nf1 Be4 41.Bf4 Bxg2  0-1
Partita 7

Bianco: Korchnoi, Viktor

Nero: Karpov, Anatoly

Gambetto di donna rifiutato

Risultato: 1/2-1/2
 
1.c4 e6 2.Nc3 d5 3.d4 Be7 4.Nf3 Nf6 5.Bg5 h6 6.Bh4 O-O 7.Rc1 b6 8.cxd5 Nxd5 9.Nxd5 exd5 10.Bxe7 Qxe7 11.g3 Ba6 12.e3 c5 13.dxc5 Bb7 14.Bg2 bxc5 15.O-O Nd7 16.Qb3 Rfb8 17.Qa3 Qe6 18.Rfd1 a5 19.Ne1 a4 20.Nd3 d4 21.Bxb7 Rxb7 22.exd4 cxd4 23.Re1 Qd5 24.Rc2 Nf8 25.Nf4 Qa5 26.Rce2 Qb5 27.Qf3 Rab8 28.h4 Qf5 29.Re5 Qf6 30.Qd5 Rxb2 31.Rf5  1/2-1/2
Partita 8

Bianco: Karpov, Anatoly

Nero: Korchnoi, Viktor

Giuoco Piano

Risultato: 1/2-1/2

1.e4 e5 2.Nf3 Nc6 3.Bc4 Bc5 4.c3 Nf6 5.d3 d6 6.Nbd2 a6 7.O-O O-O 8.Bb3 Ba7 9.h3 Be6 10.Bc2 d5 11.Re1 dxe4 12.dxe4 Nh5 13.Nf1 Qxd1 14.Rxd1 Rad8 15.Be3 f6 16.Bxa7 Nxa7 17.Ne3 Nf4 18.h4 Bf7 19.Ne1 Nc8 20.f3 Ne6 21.Nd3 Rd7 22.Bb3 Ne7 23.Nd5 Nc6 24.Ba4 b5 25.Bc2 Rfd8 26.a4 Kf8 27.g3 Rd6 28.b4 Ne7 29.Ne3 Rc6 30.Ra3 Nc8 31.axb5 axb5 32.Kf2 Nb6 33.Nb2 Rxd1 34.Bxd1 Rd6 35.Be2 Be8 36.Ra5 Rd8 37.Ke1 c6 38.Ra6 Rb8 39.Bd1 Nc8 40.Nd3 Nc7 41.Ra5 Ra8 42.f4 exf4 43.gxf4 Nb6 44.Bf3 Rd8 45.Be2 Na4 46.Ra7 Rd7 47.Kd2 Ne6 48.Rxd7 Bxd7 49.Bg4 g6 50.f5 gxf5 51.Bxf5 Kg7 52.e5 Nf8 53.Bxd7 Nxd7 54.e6 Ndb6 55.Nf4 Kf8 56.Kd3 Nc8 57.Ng4 Ke7 58.Nh6 Kd6 59.Kd4 Ne7 60.Nf7+ Kc7 61.Nh5 c5+ 62.bxc5 Nc6+ 63.Ke3 Nxc5 64.Nxf6 Nxe6 65.h5 Nf8 66.Ke4 Kb6 67.Ng5 h6 68.Nf7 Ne6 69.Ne8 Nc5+ 70.Ke3 Na4 71.Kd2 b4 72.cxb4 Nxb4 73.Nxh6 Nc5 74.Nf5 Nd5 75.h6 Ne4+ 76.Kd3 Ng5 77.Kd4 Kc6 78.Nfg7 Ne7 79.Nf6 Ng6 80.Nf5 Nf7 81.h7 Ng5 82.Ne7+ Kb7 83.Nxg6 Nxh7 84.Nxh7  1/2-1/2
Partita 9

Bianco: Korchnoi, Viktor

Nero: Karpov, Anatoly

Gambetto di donna rifiutato

Risultato: 0-1

1.c4 e6 2.Nc3 d5 3.d4 Be7 4.Nf3 Nf6 5.Bg5 h6 6.Bh4 O-O 7.Rc1 dxc4 8.e3 c5 9.Bxc4 cxd4 10.exd4 Nc6 11.O-O Nh5 12.Bxe7 Nxe7 13.Bb3 Nf6 14.Ne5 Bd7 15.Qe2 Rc8 16.Ne4 Nxe4 17.Qxe4 Bc6 18.Nxc6 Rxc6 19.Rc3 Qd6 20.g3 Rd8 21.Rd1 Rb6 22.Qe1 Qd7 23.Rcd3 Rd6 24.Qe4 Qc6 25.Qf4 Nd5 26.Qd2 Qb6 27.Bxd5 Rxd5 28.Rb3 Qc6 29.Qc3 Qd7 30.f4 b6 31.Rb4 b5 32.a4 bxa4 33.Qa3 a5 34.Rxa4 Qb5 35.Rd2 e5 36.fxe5 Rxe5 37.Qa1 Qe8 38.dxe5 Rxd2 39.Rxa5 Qc6 40.Ra8+ Kh7 41.Qb1+ g6 42.Qf1 Qc5+ 43.Kh1 Qd5+  0-1
Partita 10

Bianco: Karpov, Anatoly

Nero: Korchnoi, Viktor

Giuoco Piano

Risultato: 1/2-1/2

1.e4 e5 2.Nf3 Nc6 3.Bc4 Bc5 4.c3 Nf6 5.d3 a6 6.O-O d6 7.Re1 Ba7 8.Bb3 O-O 9.Nbd2 Be6 10.Nf1 Bxb3 11.Qxb3 Qc8 12.Ng3 Re8 13.h3 Rb8 14.Be3 Qe6 15.Qxe6 fxe6 16.Rac1 Bxe3 17.Rxe3 Rbd8 18.d4 Rd7 19.Kf1 Kf8 20.Rd1 h6 21.dxe5 Nxe5 22.Nxe5 dxe5 23.Rxd7 Nxd7 24.Ke2 Ke7 25.Nf1 b5 26.Nd2 c5 27.Rg3 Rg8 28.b3 Nb8 29.a4 Nc6 30.axb5 axb5 31.h4 Kf7 32.Rf3+  1/2-1/2
Partita 11

Bianco: Korchnoi, Viktor

Nero: Karpov, Anatoly

Gambetto di donna rifiutato

Risultato: 1/2-1/2

1.c4 e6 2.Nc3 d5 3.d4 Be7 4.Nf3 Nf6 5.Bf4 O-O 6.e3 c5 7.dxc5 Bxc5 8.Qc2 Nc6 9.Rd1 Qa5 10.a3 Be7 11.Nd2 e5 12.Bg5 d4 13.Nb3 Qd8 14.Be2 a5 15.exd4 a4 16.Nxa4 Nxd4 17.Nxd4 exd4 18.b3 Qa5+ 19.Qd2 Bxa3 20.Qxa5 Rxa5 21.Bxf6 Bb4+ 22.Kf1 gxf6 23.Rxd4 Re5 24.g4 b5 25.cxb5 Bb7 26.f3 Rfe8 27.Bd1 Rxb5 28.Kg2 Kg7 29.Kf2 Ba5 30.Rf1 Re7 31.h3 h6 32.Bc2 Rc7 33.Rc4 Rxc4 34.bxc4 Rb4 35.c5 Bc6  1/2-1/2
Partita 12

Bianco: Karpov, Anatoly

Nero: Korchnoi, Viktor

Partita inglese

Risultato: 1/2-1/2

1.c4 Nf6 2.Nc3 d5 3.cxd5 Nxd5 4.Nf3 Nxc3 5.bxc3 g6 6.d4 Bg7 7.e3 c5 8.Bb5+ Nd7 9.O-O O-O 10.a4 a6 11.Bd3 b6 12.Rb1 Bb7 13.e4 Qc7 14.Re1 e6 15.e5 h6 16.h4 Rfd8 17.Bf4 Nf8 18.Be3 Rab8 19.Qe2 Bc6 20.Bxa6 cxd4 21.cxd4 Bxa4 22.Nd2 Qc6 23.Rec1 Qa8 24.Bd3 Bc6 25.f3 b5 26.Nb3 Rbc8 27.Nc5 Nd7 28.Ne4 Bxe4 29.Rxc8 Qxc8 30.Bxe4 Qc4 31.Bd3 Qc3 32.Bxb5 Nb6 33.Qd3 Nd5 34.Bf2 h5 35.Qxc3 Nxc3 36.Rb3 Nd1 37.Rd3 Nxf2 38.Kxf2 Rb8 39.Bc4 Rb2+ 40.Kg3 Rb4 41.Rc3 Rb8 42.f4 Rc8 43.Kf2 Bf8 44.Ke3 Bb4 45.Rc1 Ba3 46.Rc2 Bb4 47.Rc1  1/2-1/2
Partita 13

Bianco: Korchnoi, Viktor

Nero: Karpov, Anatoly

Gambetto di donna rifiutato

Risultato: 1-0

1.c4 e6 2.Nc3 d5 3.d4 Be7 4.cxd5 exd5 5.Bf4 c6 6.e3 Bf5 7.g4 Be6 8.h3 Nf6 9.Nf3 O-O 10.Bd3 c5 11.Kf1 Nc6 12.Kg2 Rc8 13.Rc1 Re8 14.dxc5 Bxc5 15.Nb5 Bf8 16.Nfd4 Nxd4 17.Rxc8 Qxc8 18.exd4 Qd7 19.Nc7 Rc8 20.Nxe6 fxe6 21.Re1 a6 22.g5 Ne4 23.Qg4 Bb4 24.Re2 Rf8 25.f3 Qf7 26.Be5 Nd2 27.a3 Nxf3 28.g6 hxg6 29.Bg3 Be7 30.Rf2 Ne1+ 31.Kh2 Qxf2+ 32.Bxf2 Nxd3 33.Qxe6+ Rf7 34.Bg3 Nxb2 35.Qxd5 Bf6 36.Bd6 g5 37.Qb3 Bxd4 38.Qe6 g6 39.Qe8+ Kg7 40.Be5+ Bxe5+ 41.Qxe5+ Kh7  
 1-0
Partita 14

Bianco: Karpov, Anatoly

Nero: Korchnoi, Viktor

Partita spagnola, difesa Tarrasch

Risultato: 1-0

1.e4 e5 2.Nf3 Nc6 3.Bb5 a6 4.Ba4 Nf6 5.O-O Nxe4 6.d4 b5 7.Bb3 d5 8.dxe5 Be6 9.Nbd2 Nc5 10.c3 d4 11.Bxe6 Nxe6 12.cxd4 Ncxd4 13.Ne4 Be7 14.Be3 Nxf3+ 15.Qxf3 O-O 16.Rfd1 Qe8 17.Nf6+ Bxf6 18.exf6 Qc8 19.fxg7 Rd8 20.h4 c5 21.Rac1 Qc7 22.h5 Qe5 23.h6 Qxb2 24.Rd7 Rxd7 25.Qxa8+ Rd8 26.Qxa6 Qe2 27.Rf1 Rd1 28.Qa8+ Rd8 29.Qc6 b4 30.Qa4 Qd3 31.Rc1 Qd5 32.Qb3 Qe4 33.Qc2 Qxc2 34.Rxc2 f5 35.f4 Kf7 36.g4 Rd5 37.gxf5 Rxf5 38.Rd2 Rf6 39.Rd7+ Kg8 40.f5 Rxf5 41.Re7 Nxg7 42.Rxg7+ Kh8 43.Rc7 Kg8
44.Bxc5 Rg5+ 45.Kf2 Rg6 46.Be3  1-0
Partita 15

Bianco: Korchnoi, Viktor

Nero: Karpov, Anatoly

Partita inglese, quattro cavalli, fianchetto di re

Risultato: 1/2-1/2

1.c4 Nf6 2.Nc3 e5 3.Nf3 Nc6 4.g3 Bb4 5.Nd5 Bc5 6.Bg2 d6 7.O-O O-O 8.e3 Bg4 9.h3 Bxf3 10.Bxf3 Nxd5 11.cxd5 Ne7 12.b3 Qd7 13.Bg2 c6 14.dxc6 Nxc6 15.Bb2 d5 16.Bxe5 Nxe5 17.d4 Bd6 18.dxe5 Bxe5 19.Rc1 d4 20.Rc5 Bf6 21.Rd5 Qc7 22.exd4 Rad8 23.Qc1 Qb6 24.Rxd8 Rxd8 25.d5 g6 26.Bf3 Kg7 27.Re1 Rd7 28.Qf4 Re7 29.Rxe7 Bxe7 30.Kg2 a5 31.h4 h5 32.Be2 Bc5 33.Bc4 Qf6 34.Qd2 b6 35.a4 Qe5 36.Qd3 Qf6 37.Qd2 Qe5 38.Be2 Qe4+ 39.Bf3 Qe5 40.Bd1 Qe4+  1/2-1/2
Partita 16

Bianco: Karpov, Anatoly

Nero: Korchnoi, Viktor

Partita spagnola, difesa Tarrasch

Risultato: 1/2-1/2

1.e4 e5 2.Nf3 Nc6 3.Bb5 a6 4.Ba4 Nf6 5.O-O Nxe4 6.d4 b5 7.Bb3 d5 8.dxe5 Be6 9.Nbd2 Nc5 10.c3 d4 11.Bxe6 Nxe6 12.cxd4 Ncxd4 13.Ne4 Be7 14.Be3 Nf5 15.Qc2 O-O 16.Neg5 Bxg5 17.Nxg5 g6 18.Nxe6 fxe6 19.Rae1 Qd5 20.b3 Rac8 21.Bc5 Rfd8 22.h3 Qc6 23.b4 Rd7 24.Rd1 Rcd8 25.Rxd7 Rxd7 26.Re1 Qd5 27.a4 Nh4 28.f3 Nf5 29.axb5 axb5 30.Qe2 Qc6 31.Rc1 Rd8 32.Be3 Qd5 33.Bf2 c6 34.Qe1 Qb3 35.Ra1 Qb2 36.Rb1 Qa2 37.Rd1 Rd5 38.Rxd5 cxd5 39.g4 Ng7 40.Bc5 h6 41.Qe3 Qc2 42.Kf1 g5  
1/2-1/2
Partita 17

Bianco: Korchnoi, Viktor

Nero: Karpov, Anatoly

Gambetto di donna rifiutato

Risultato: 1/2-1/2

1.Nf3 Nf6 2.c4 e6 3.Nc3 d5 4.d4 Be7 5.Bg5 h6 6.Bh4 O-O 7.Rc1 dxc4 8.e3 c5 9.Bxc4 cxd4 10.Nxd4 Bd7 11.Be2 Nc6 12.Nb3 Nd5 13.Bxe7 Ncxe7 14.Nxd5 Nxd5 15.Qd4 Bc6 16.Bf3 Ne7 17.Bxc6 Nxc6 18.Qxd8 Rfxd8 19.Ke2 Rac8 20.a3 Kf8 21.Rc2 Ne7 22.Rhc1 Rxc2+ 23.Rxc2 Ke8  1/2-1/2
Partita 18

Bianco: Karpov, Anatoly

Nero: Korchnoi, Viktor

Partita spagnola, difesa Tarrasch

Risultato: 1-0

1.e4 e5 2.Nf3 Nc6 3.Bb5 a6 4.Ba4 Nf6 5.O-O Nxe4 6.d4 b5 7.Bb3 d5 8.dxe5 Be6 9.Nbd2 Nc5 10.c3 d4 11.Bxe6 Nxe6 12.cxd4 Ncxd4 13.a4 Be7 14.Nxd4 Nxd4 15.Ne4 Ne6 16.Be3 O-O 17.f4 Qxd1 18.Rfxd1 Rfb8 19.Rd7 Bf8 20.f5 Nd8 21.a5 Nc6 22.e6 fxe6 23.f6 Ne5 24.Rxc7 Rc8 25.Rac1 Rxc7 26.Rxc7 Rd8 27.h3 h6 28.Ra7 Nc4 29.Bb6 Rb8 30.Bc5 Bxc5+ 31.Nxc5 gxf6 32.b4 Rd8 33.Rxa6 Kf7 34.Ra7+ Kg6 35.Rd7 Re8 36.a6 Ra8 37.Rb7 Kf5 38.Rxb5 Ke5 39.Rb7 Kd5 40.Rf7 f5 41.Rf6  1-0
|   | a | b | c | d | e | f | g | h |   |
| 8 | a8 torre del nero · f8 torre del nero · g8 re del nero · c7 pedone del nero · e7 alfiere del nero · f7 pedone del nero · g7 pedone del nero · h7 pedone del nero · a6 pedone del nero · e6 cavallo del nero · b5 pedone del nero · e5 pedone del bianco · a4 pedone del bianco · e4 cavallo del bianco · f4 pedone del bianco · e3 alfiere del bianco · b2 pedone del bianco · g2 pedone del bianco · h2 pedone del bianco · a1 torre del bianco · d1 torre del bianco · g1 re del bianco | a8 torre del nero · f8 torre del nero · g8 re del nero · c7 pedone del nero · e7 alfiere del nero · f7 pedone del nero · g7 pedone del nero · h7 pedone del nero · a6 pedone del nero · e6 cavallo del nero · b5 pedone del nero · e5 pedone del bianco · a4 pedone del bianco · e4 cavallo del bianco · f4 pedone del bianco · e3 alfiere del bianco · b2 pedone del bianco · g2 pedone del bianco · h2 pedone del bianco · a1 torre del bianco · d1 torre del bianco · g1 re del bianco | a8 torre del nero · f8 torre del nero · g8 re del nero · c7 pedone del nero · e7 alfiere del nero · f7 pedone del nero · g7 pedone del nero · h7 pedone del nero · a6 pedone del nero · e6 cavallo del nero · b5 pedone del nero · e5 pedone del bianco · a4 pedone del bianco · e4 cavallo del bianco · f4 pedone del bianco · e3 alfiere del bianco · b2 pedone del bianco · g2 pedone del bianco · h2 pedone del bianco · a1 torre del bianco · d1 torre del bianco · g1 re del bianco | a8 torre del nero · f8 torre del nero · g8 re del nero · c7 pedone del nero · e7 alfiere del nero · f7 pedone del nero · g7 pedone del nero · h7 pedone del nero · a6 pedone del nero · e6 cavallo del nero · b5 pedone del nero · e5 pedone del bianco · a4 pedone del bianco · e4 cavallo del bianco · f4 pedone del bianco · e3 alfiere del bianco · b2 pedone del bianco · g2 pedone del bianco · h2 pedone del bianco · a1 torre del bianco · d1 torre del bianco · g1 re del bianco | a8 torre del nero · f8 torre del nero · g8 re del nero · c7 pedone del nero · e7 alfiere del nero · f7 pedone del nero · g7 pedone del nero · h7 pedone del nero · a6 pedone del nero · e6 cavallo del nero · b5 pedone del nero · e5 pedone del bianco · a4 pedone del bianco · e4 cavallo del bianco · f4 pedone del bianco · e3 alfiere del bianco · b2 pedone del bianco · g2 pedone del bianco · h2 pedone del bianco · a1 torre del bianco · d1 torre del bianco · g1 re del bianco | a8 torre del nero · f8 torre del nero · g8 re del nero · c7 pedone del nero · e7 alfiere del nero · f7 pedone del nero · g7 pedone del nero · h7 pedone del nero · a6 pedone del nero · e6 cavallo del nero · b5 pedone del nero · e5 pedone del bianco · a4 pedone del bianco · e4 cavallo del bianco · f4 pedone del bianco · e3 alfiere del bianco · b2 pedone del bianco · g2 pedone del bianco · h2 pedone del bianco · a1 torre del bianco · d1 torre del bianco · g1 re del bianco | a8 torre del nero · f8 torre del nero · g8 re del nero · c7 pedone del nero · e7 alfiere del nero · f7 pedone del nero · g7 pedone del nero · h7 pedone del nero · a6 pedone del nero · e6 cavallo del nero · b5 pedone del nero · e5 pedone del bianco · a4 pedone del bianco · e4 cavallo del bianco · f4 pedone del bianco · e3 alfiere del bianco · b2 pedone del bianco · g2 pedone del bianco · h2 pedone del bianco · a1 torre del bianco · d1 torre del bianco · g1 re del bianco | a8 torre del nero · f8 torre del nero · g8 re del nero · c7 pedone del nero · e7 alfiere del nero · f7 pedone del nero · g7 pedone del nero · h7 pedone del nero · a6 pedone del nero · e6 cavallo del nero · b5 pedone del nero · e5 pedone del bianco · a4 pedone del bianco · e4 cavallo del bianco · f4 pedone del bianco · e3 alfiere del bianco · b2 pedone del bianco · g2 pedone del bianco · h2 pedone del bianco · a1 torre del bianco · d1 torre del bianco · g1 re del bianco | 8 |
| 7 | a8 torre del nero · f8 torre del nero · g8 re del nero · c7 pedone del nero · e7 alfiere del nero · f7 pedone del nero · g7 pedone del nero · h7 pedone del nero · a6 pedone del nero · e6 cavallo del nero · b5 pedone del nero · e5 pedone del bianco · a4 pedone del bianco · e4 cavallo del bianco · f4 pedone del bianco · e3 alfiere del bianco · b2 pedone del bianco · g2 pedone del bianco · h2 pedone del bianco · a1 torre del bianco · d1 torre del bianco · g1 re del bianco | a8 torre del nero · f8 torre del nero · g8 re del nero · c7 pedone del nero · e7 alfiere del nero · f7 pedone del nero · g7 pedone del nero · h7 pedone del nero · a6 pedone del nero · e6 cavallo del nero · b5 pedone del nero · e5 pedone del bianco · a4 pedone del bianco · e4 cavallo del bianco · f4 pedone del bianco · e3 alfiere del bianco · b2 pedone del bianco · g2 pedone del bianco · h2 pedone del bianco · a1 torre del bianco · d1 torre del bianco · g1 re del bianco | a8 torre del nero · f8 torre del nero · g8 re del nero · c7 pedone del nero · e7 alfiere del nero · f7 pedone del nero · g7 pedone del nero · h7 pedone del nero · a6 pedone del nero · e6 cavallo del nero · b5 pedone del nero · e5 pedone del bianco · a4 pedone del bianco · e4 cavallo del bianco · f4 pedone del bianco · e3 alfiere del bianco · b2 pedone del bianco · g2 pedone del bianco · h2 pedone del bianco · a1 torre del bianco · d1 torre del bianco · g1 re del bianco | a8 torre del nero · f8 torre del nero · g8 re del nero · c7 pedone del nero · e7 alfiere del nero · f7 pedone del nero · g7 pedone del nero · h7 pedone del nero · a6 pedone del nero · e6 cavallo del nero · b5 pedone del nero · e5 pedone del bianco · a4 pedone del bianco · e4 cavallo del bianco · f4 pedone del bianco · e3 alfiere del bianco · b2 pedone del bianco · g2 pedone del bianco · h2 pedone del bianco · a1 torre del bianco · d1 torre del bianco · g1 re del bianco | a8 torre del nero · f8 torre del nero · g8 re del nero · c7 pedone del nero · e7 alfiere del nero · f7 pedone del nero · g7 pedone del nero · h7 pedone del nero · a6 pedone del nero · e6 cavallo del nero · b5 pedone del nero · e5 pedone del bianco · a4 pedone del bianco · e4 cavallo del bianco · f4 pedone del bianco · e3 alfiere del bianco · b2 pedone del bianco · g2 pedone del bianco · h2 pedone del bianco · a1 torre del bianco · d1 torre del bianco · g1 re del bianco | a8 torre del nero · f8 torre del nero · g8 re del nero · c7 pedone del nero · e7 alfiere del nero · f7 pedone del nero · g7 pedone del nero · h7 pedone del nero · a6 pedone del nero · e6 cavallo del nero · b5 pedone del nero · e5 pedone del bianco · a4 pedone del bianco · e4 cavallo del bianco · f4 pedone del bianco · e3 alfiere del bianco · b2 pedone del bianco · g2 pedone del bianco · h2 pedone del bianco · a1 torre del bianco · d1 torre del bianco · g1 re del bianco | a8 torre del nero · f8 torre del nero · g8 re del nero · c7 pedone del nero · e7 alfiere del nero · f7 pedone del nero · g7 pedone del nero · h7 pedone del nero · a6 pedone del nero · e6 cavallo del nero · b5 pedone del nero · e5 pedone del bianco · a4 pedone del bianco · e4 cavallo del bianco · f4 pedone del bianco · e3 alfiere del bianco · b2 pedone del bianco · g2 pedone del bianco · h2 pedone del bianco · a1 torre del bianco · d1 torre del bianco · g1 re del bianco | a8 torre del nero · f8 torre del nero · g8 re del nero · c7 pedone del nero · e7 alfiere del nero · f7 pedone del nero · g7 pedone del nero · h7 pedone del nero · a6 pedone del nero · e6 cavallo del nero · b5 pedone del nero · e5 pedone del bianco · a4 pedone del bianco · e4 cavallo del bianco · f4 pedone del bianco · e3 alfiere del bianco · b2 pedone del bianco · g2 pedone del bianco · h2 pedone del bianco · a1 torre del bianco · d1 torre del bianco · g1 re del bianco | 7 |
| 6 | a8 torre del nero · f8 torre del nero · g8 re del nero · c7 pedone del nero · e7 alfiere del nero · f7 pedone del nero · g7 pedone del nero · h7 pedone del nero · a6 pedone del nero · e6 cavallo del nero · b5 pedone del nero · e5 pedone del bianco · a4 pedone del bianco · e4 cavallo del bianco · f4 pedone del bianco · e3 alfiere del bianco · b2 pedone del bianco · g2 pedone del bianco · h2 pedone del bianco · a1 torre del bianco · d1 torre del bianco · g1 re del bianco | a8 torre del nero · f8 torre del nero · g8 re del nero · c7 pedone del nero · e7 alfiere del nero · f7 pedone del nero · g7 pedone del nero · h7 pedone del nero · a6 pedone del nero · e6 cavallo del nero · b5 pedone del nero · e5 pedone del bianco · a4 pedone del bianco · e4 cavallo del bianco · f4 pedone del bianco · e3 alfiere del bianco · b2 pedone del bianco · g2 pedone del bianco · h2 pedone del bianco · a1 torre del bianco · d1 torre del bianco · g1 re del bianco | a8 torre del nero · f8 torre del nero · g8 re del nero · c7 pedone del nero · e7 alfiere del nero · f7 pedone del nero · g7 pedone del nero · h7 pedone del nero · a6 pedone del nero · e6 cavallo del nero · b5 pedone del nero · e5 pedone del bianco · a4 pedone del bianco · e4 cavallo del bianco · f4 pedone del bianco · e3 alfiere del bianco · b2 pedone del bianco · g2 pedone del bianco · h2 pedone del bianco · a1 torre del bianco · d1 torre del bianco · g1 re del bianco | a8 torre del nero · f8 torre del nero · g8 re del nero · c7 pedone del nero · e7 alfiere del nero · f7 pedone del nero · g7 pedone del nero · h7 pedone del nero · a6 pedone del nero · e6 cavallo del nero · b5 pedone del nero · e5 pedone del bianco · a4 pedone del bianco · e4 cavallo del bianco · f4 pedone del bianco · e3 alfiere del bianco · b2 pedone del bianco · g2 pedone del bianco · h2 pedone del bianco · a1 torre del bianco · d1 torre del bianco · g1 re del bianco | a8 torre del nero · f8 torre del nero · g8 re del nero · c7 pedone del nero · e7 alfiere del nero · f7 pedone del nero · g7 pedone del nero · h7 pedone del nero · a6 pedone del nero · e6 cavallo del nero · b5 pedone del nero · e5 pedone del bianco · a4 pedone del bianco · e4 cavallo del bianco · f4 pedone del bianco · e3 alfiere del bianco · b2 pedone del bianco · g2 pedone del bianco · h2 pedone del bianco · a1 torre del bianco · d1 torre del bianco · g1 re del bianco | a8 torre del nero · f8 torre del nero · g8 re del nero · c7 pedone del nero · e7 alfiere del nero · f7 pedone del nero · g7 pedone del nero · h7 pedone del nero · a6 pedone del nero · e6 cavallo del nero · b5 pedone del nero · e5 pedone del bianco · a4 pedone del bianco · e4 cavallo del bianco · f4 pedone del bianco · e3 alfiere del bianco · b2 pedone del bianco · g2 pedone del bianco · h2 pedone del bianco · a1 torre del bianco · d1 torre del bianco · g1 re del bianco | a8 torre del nero · f8 torre del nero · g8 re del nero · c7 pedone del nero · e7 alfiere del nero · f7 pedone del nero · g7 pedone del nero · h7 pedone del nero · a6 pedone del nero · e6 cavallo del nero · b5 pedone del nero · e5 pedone del bianco · a4 pedone del bianco · e4 cavallo del bianco · f4 pedone del bianco · e3 alfiere del bianco · b2 pedone del bianco · g2 pedone del bianco · h2 pedone del bianco · a1 torre del bianco · d1 torre del bianco · g1 re del bianco | a8 torre del nero · f8 torre del nero · g8 re del nero · c7 pedone del nero · e7 alfiere del nero · f7 pedone del nero · g7 pedone del nero · h7 pedone del nero · a6 pedone del nero · e6 cavallo del nero · b5 pedone del nero · e5 pedone del bianco · a4 pedone del bianco · e4 cavallo del bianco · f4 pedone del bianco · e3 alfiere del bianco · b2 pedone del bianco · g2 pedone del bianco · h2 pedone del bianco · a1 torre del bianco · d1 torre del bianco · g1 re del bianco | 6 |
| 5 | a8 torre del nero · f8 torre del nero · g8 re del nero · c7 pedone del nero · e7 alfiere del nero · f7 pedone del nero · g7 pedone del nero · h7 pedone del nero · a6 pedone del nero · e6 cavallo del nero · b5 pedone del nero · e5 pedone del bianco · a4 pedone del bianco · e4 cavallo del bianco · f4 pedone del bianco · e3 alfiere del bianco · b2 pedone del bianco · g2 pedone del bianco · h2 pedone del bianco · a1 torre del bianco · d1 torre del bianco · g1 re del bianco | a8 torre del nero · f8 torre del nero · g8 re del nero · c7 pedone del nero · e7 alfiere del nero · f7 pedone del nero · g7 pedone del nero · h7 pedone del nero · a6 pedone del nero · e6 cavallo del nero · b5 pedone del nero · e5 pedone del bianco · a4 pedone del bianco · e4 cavallo del bianco · f4 pedone del bianco · e3 alfiere del bianco · b2 pedone del bianco · g2 pedone del bianco · h2 pedone del bianco · a1 torre del bianco · d1 torre del bianco · g1 re del bianco | a8 torre del nero · f8 torre del nero · g8 re del nero · c7 pedone del nero · e7 alfiere del nero · f7 pedone del nero · g7 pedone del nero · h7 pedone del nero · a6 pedone del nero · e6 cavallo del nero · b5 pedone del nero · e5 pedone del bianco · a4 pedone del bianco · e4 cavallo del bianco · f4 pedone del bianco · e3 alfiere del bianco · b2 pedone del bianco · g2 pedone del bianco · h2 pedone del bianco · a1 torre del bianco · d1 torre del bianco · g1 re del bianco | a8 torre del nero · f8 torre del nero · g8 re del nero · c7 pedone del nero · e7 alfiere del nero · f7 pedone del nero · g7 pedone del nero · h7 pedone del nero · a6 pedone del nero · e6 cavallo del nero · b5 pedone del nero · e5 pedone del bianco · a4 pedone del bianco · e4 cavallo del bianco · f4 pedone del bianco · e3 alfiere del bianco · b2 pedone del bianco · g2 pedone del bianco · h2 pedone del bianco · a1 torre del bianco · d1 torre del bianco · g1 re del bianco | a8 torre del nero · f8 torre del nero · g8 re del nero · c7 pedone del nero · e7 alfiere del nero · f7 pedone del nero · g7 pedone del nero · h7 pedone del nero · a6 pedone del nero · e6 cavallo del nero · b5 pedone del nero · e5 pedone del bianco · a4 pedone del bianco · e4 cavallo del bianco · f4 pedone del bianco · e3 alfiere del bianco · b2 pedone del bianco · g2 pedone del bianco · h2 pedone del bianco · a1 torre del bianco · d1 torre del bianco · g1 re del bianco | a8 torre del nero · f8 torre del nero · g8 re del nero · c7 pedone del nero · e7 alfiere del nero · f7 pedone del nero · g7 pedone del nero · h7 pedone del nero · a6 pedone del nero · e6 cavallo del nero · b5 pedone del nero · e5 pedone del bianco · a4 pedone del bianco · e4 cavallo del bianco · f4 pedone del bianco · e3 alfiere del bianco · b2 pedone del bianco · g2 pedone del bianco · h2 pedone del bianco · a1 torre del bianco · d1 torre del bianco · g1 re del bianco | a8 torre del nero · f8 torre del nero · g8 re del nero · c7 pedone del nero · e7 alfiere del nero · f7 pedone del nero · g7 pedone del nero · h7 pedone del nero · a6 pedone del nero · e6 cavallo del nero · b5 pedone del nero · e5 pedone del bianco · a4 pedone del bianco · e4 cavallo del bianco · f4 pedone del bianco · e3 alfiere del bianco · b2 pedone del bianco · g2 pedone del bianco · h2 pedone del bianco · a1 torre del bianco · d1 torre del bianco · g1 re del bianco | a8 torre del nero · f8 torre del nero · g8 re del nero · c7 pedone del nero · e7 alfiere del nero · f7 pedone del nero · g7 pedone del nero · h7 pedone del nero · a6 pedone del nero · e6 cavallo del nero · b5 pedone del nero · e5 pedone del bianco · a4 pedone del bianco · e4 cavallo del bianco · f4 pedone del bianco · e3 alfiere del bianco · b2 pedone del bianco · g2 pedone del bianco · h2 pedone del bianco · a1 torre del bianco · d1 torre del bianco · g1 re del bianco | 5 |
| 4 | a8 torre del nero · f8 torre del nero · g8 re del nero · c7 pedone del nero · e7 alfiere del nero · f7 pedone del nero · g7 pedone del nero · h7 pedone del nero · a6 pedone del nero · e6 cavallo del nero · b5 pedone del nero · e5 pedone del bianco · a4 pedone del bianco · e4 cavallo del bianco · f4 pedone del bianco · e3 alfiere del bianco · b2 pedone del bianco · g2 pedone del bianco · h2 pedone del bianco · a1 torre del bianco · d1 torre del bianco · g1 re del bianco | a8 torre del nero · f8 torre del nero · g8 re del nero · c7 pedone del nero · e7 alfiere del nero · f7 pedone del nero · g7 pedone del nero · h7 pedone del nero · a6 pedone del nero · e6 cavallo del nero · b5 pedone del nero · e5 pedone del bianco · a4 pedone del bianco · e4 cavallo del bianco · f4 pedone del bianco · e3 alfiere del bianco · b2 pedone del bianco · g2 pedone del bianco · h2 pedone del bianco · a1 torre del bianco · d1 torre del bianco · g1 re del bianco | a8 torre del nero · f8 torre del nero · g8 re del nero · c7 pedone del nero · e7 alfiere del nero · f7 pedone del nero · g7 pedone del nero · h7 pedone del nero · a6 pedone del nero · e6 cavallo del nero · b5 pedone del nero · e5 pedone del bianco · a4 pedone del bianco · e4 cavallo del bianco · f4 pedone del bianco · e3 alfiere del bianco · b2 pedone del bianco · g2 pedone del bianco · h2 pedone del bianco · a1 torre del bianco · d1 torre del bianco · g1 re del bianco | a8 torre del nero · f8 torre del nero · g8 re del nero · c7 pedone del nero · e7 alfiere del nero · f7 pedone del nero · g7 pedone del nero · h7 pedone del nero · a6 pedone del nero · e6 cavallo del nero · b5 pedone del nero · e5 pedone del bianco · a4 pedone del bianco · e4 cavallo del bianco · f4 pedone del bianco · e3 alfiere del bianco · b2 pedone del bianco · g2 pedone del bianco · h2 pedone del bianco · a1 torre del bianco · d1 torre del bianco · g1 re del bianco | a8 torre del nero · f8 torre del nero · g8 re del nero · c7 pedone del nero · e7 alfiere del nero · f7 pedone del nero · g7 pedone del nero · h7 pedone del nero · a6 pedone del nero · e6 cavallo del nero · b5 pedone del nero · e5 pedone del bianco · a4 pedone del bianco · e4 cavallo del bianco · f4 pedone del bianco · e3 alfiere del bianco · b2 pedone del bianco · g2 pedone del bianco · h2 pedone del bianco · a1 torre del bianco · d1 torre del bianco · g1 re del bianco | a8 torre del nero · f8 torre del nero · g8 re del nero · c7 pedone del nero · e7 alfiere del nero · f7 pedone del nero · g7 pedone del nero · h7 pedone del nero · a6 pedone del nero · e6 cavallo del nero · b5 pedone del nero · e5 pedone del bianco · a4 pedone del bianco · e4 cavallo del bianco · f4 pedone del bianco · e3 alfiere del bianco · b2 pedone del bianco · g2 pedone del bianco · h2 pedone del bianco · a1 torre del bianco · d1 torre del bianco · g1 re del bianco | a8 torre del nero · f8 torre del nero · g8 re del nero · c7 pedone del nero · e7 alfiere del nero · f7 pedone del nero · g7 pedone del nero · h7 pedone del nero · a6 pedone del nero · e6 cavallo del nero · b5 pedone del nero · e5 pedone del bianco · a4 pedone del bianco · e4 cavallo del bianco · f4 pedone del bianco · e3 alfiere del bianco · b2 pedone del bianco · g2 pedone del bianco · h2 pedone del bianco · a1 torre del bianco · d1 torre del bianco · g1 re del bianco | a8 torre del nero · f8 torre del nero · g8 re del nero · c7 pedone del nero · e7 alfiere del nero · f7 pedone del nero · g7 pedone del nero · h7 pedone del nero · a6 pedone del nero · e6 cavallo del nero · b5 pedone del nero · e5 pedone del bianco · a4 pedone del bianco · e4 cavallo del bianco · f4 pedone del bianco · e3 alfiere del bianco · b2 pedone del bianco · g2 pedone del bianco · h2 pedone del bianco · a1 torre del bianco · d1 torre del bianco · g1 re del bianco | 4 |
| 3 | a8 torre del nero · f8 torre del nero · g8 re del nero · c7 pedone del nero · e7 alfiere del nero · f7 pedone del nero · g7 pedone del nero · h7 pedone del nero · a6 pedone del nero · e6 cavallo del nero · b5 pedone del nero · e5 pedone del bianco · a4 pedone del bianco · e4 cavallo del bianco · f4 pedone del bianco · e3 alfiere del bianco · b2 pedone del bianco · g2 pedone del bianco · h2 pedone del bianco · a1 torre del bianco · d1 torre del bianco · g1 re del bianco | a8 torre del nero · f8 torre del nero · g8 re del nero · c7 pedone del nero · e7 alfiere del nero · f7 pedone del nero · g7 pedone del nero · h7 pedone del nero · a6 pedone del nero · e6 cavallo del nero · b5 pedone del nero · e5 pedone del bianco · a4 pedone del bianco · e4 cavallo del bianco · f4 pedone del bianco · e3 alfiere del bianco · b2 pedone del bianco · g2 pedone del bianco · h2 pedone del bianco · a1 torre del bianco · d1 torre del bianco · g1 re del bianco | a8 torre del nero · f8 torre del nero · g8 re del nero · c7 pedone del nero · e7 alfiere del nero · f7 pedone del nero · g7 pedone del nero · h7 pedone del nero · a6 pedone del nero · e6 cavallo del nero · b5 pedone del nero · e5 pedone del bianco · a4 pedone del bianco · e4 cavallo del bianco · f4 pedone del bianco · e3 alfiere del bianco · b2 pedone del bianco · g2 pedone del bianco · h2 pedone del bianco · a1 torre del bianco · d1 torre del bianco · g1 re del bianco | a8 torre del nero · f8 torre del nero · g8 re del nero · c7 pedone del nero · e7 alfiere del nero · f7 pedone del nero · g7 pedone del nero · h7 pedone del nero · a6 pedone del nero · e6 cavallo del nero · b5 pedone del nero · e5 pedone del bianco · a4 pedone del bianco · e4 cavallo del bianco · f4 pedone del bianco · e3 alfiere del bianco · b2 pedone del bianco · g2 pedone del bianco · h2 pedone del bianco · a1 torre del bianco · d1 torre del bianco · g1 re del bianco | a8 torre del nero · f8 torre del nero · g8 re del nero · c7 pedone del nero · e7 alfiere del nero · f7 pedone del nero · g7 pedone del nero · h7 pedone del nero · a6 pedone del nero · e6 cavallo del nero · b5 pedone del nero · e5 pedone del bianco · a4 pedone del bianco · e4 cavallo del bianco · f4 pedone del bianco · e3 alfiere del bianco · b2 pedone del bianco · g2 pedone del bianco · h2 pedone del bianco · a1 torre del bianco · d1 torre del bianco · g1 re del bianco | a8 torre del nero · f8 torre del nero · g8 re del nero · c7 pedone del nero · e7 alfiere del nero · f7 pedone del nero · g7 pedone del nero · h7 pedone del nero · a6 pedone del nero · e6 cavallo del nero · b5 pedone del nero · e5 pedone del bianco · a4 pedone del bianco · e4 cavallo del bianco · f4 pedone del bianco · e3 alfiere del bianco · b2 pedone del bianco · g2 pedone del bianco · h2 pedone del bianco · a1 torre del bianco · d1 torre del bianco · g1 re del bianco | a8 torre del nero · f8 torre del nero · g8 re del nero · c7 pedone del nero · e7 alfiere del nero · f7 pedone del nero · g7 pedone del nero · h7 pedone del nero · a6 pedone del nero · e6 cavallo del nero · b5 pedone del nero · e5 pedone del bianco · a4 pedone del bianco · e4 cavallo del bianco · f4 pedone del bianco · e3 alfiere del bianco · b2 pedone del bianco · g2 pedone del bianco · h2 pedone del bianco · a1 torre del bianco · d1 torre del bianco · g1 re del bianco | a8 torre del nero · f8 torre del nero · g8 re del nero · c7 pedone del nero · e7 alfiere del nero · f7 pedone del nero · g7 pedone del nero · h7 pedone del nero · a6 pedone del nero · e6 cavallo del nero · b5 pedone del nero · e5 pedone del bianco · a4 pedone del bianco · e4 cavallo del bianco · f4 pedone del bianco · e3 alfiere del bianco · b2 pedone del bianco · g2 pedone del bianco · h2 pedone del bianco · a1 torre del bianco · d1 torre del bianco · g1 re del bianco | 3 |
| 2 | a8 torre del nero · f8 torre del nero · g8 re del nero · c7 pedone del nero · e7 alfiere del nero · f7 pedone del nero · g7 pedone del nero · h7 pedone del nero · a6 pedone del nero · e6 cavallo del nero · b5 pedone del nero · e5 pedone del bianco · a4 pedone del bianco · e4 cavallo del bianco · f4 pedone del bianco · e3 alfiere del bianco · b2 pedone del bianco · g2 pedone del bianco · h2 pedone del bianco · a1 torre del bianco · d1 torre del bianco · g1 re del bianco | a8 torre del nero · f8 torre del nero · g8 re del nero · c7 pedone del nero · e7 alfiere del nero · f7 pedone del nero · g7 pedone del nero · h7 pedone del nero · a6 pedone del nero · e6 cavallo del nero · b5 pedone del nero · e5 pedone del bianco · a4 pedone del bianco · e4 cavallo del bianco · f4 pedone del bianco · e3 alfiere del bianco · b2 pedone del bianco · g2 pedone del bianco · h2 pedone del bianco · a1 torre del bianco · d1 torre del bianco · g1 re del bianco | a8 torre del nero · f8 torre del nero · g8 re del nero · c7 pedone del nero · e7 alfiere del nero · f7 pedone del nero · g7 pedone del nero · h7 pedone del nero · a6 pedone del nero · e6 cavallo del nero · b5 pedone del nero · e5 pedone del bianco · a4 pedone del bianco · e4 cavallo del bianco · f4 pedone del bianco · e3 alfiere del bianco · b2 pedone del bianco · g2 pedone del bianco · h2 pedone del bianco · a1 torre del bianco · d1 torre del bianco · g1 re del bianco | a8 torre del nero · f8 torre del nero · g8 re del nero · c7 pedone del nero · e7 alfiere del nero · f7 pedone del nero · g7 pedone del nero · h7 pedone del nero · a6 pedone del nero · e6 cavallo del nero · b5 pedone del nero · e5 pedone del bianco · a4 pedone del bianco · e4 cavallo del bianco · f4 pedone del bianco · e3 alfiere del bianco · b2 pedone del bianco · g2 pedone del bianco · h2 pedone del bianco · a1 torre del bianco · d1 torre del bianco · g1 re del bianco | a8 torre del nero · f8 torre del nero · g8 re del nero · c7 pedone del nero · e7 alfiere del nero · f7 pedone del nero · g7 pedone del nero · h7 pedone del nero · a6 pedone del nero · e6 cavallo del nero · b5 pedone del nero · e5 pedone del bianco · a4 pedone del bianco · e4 cavallo del bianco · f4 pedone del bianco · e3 alfiere del bianco · b2 pedone del bianco · g2 pedone del bianco · h2 pedone del bianco · a1 torre del bianco · d1 torre del bianco · g1 re del bianco | a8 torre del nero · f8 torre del nero · g8 re del nero · c7 pedone del nero · e7 alfiere del nero · f7 pedone del nero · g7 pedone del nero · h7 pedone del nero · a6 pedone del nero · e6 cavallo del nero · b5 pedone del nero · e5 pedone del bianco · a4 pedone del bianco · e4 cavallo del bianco · f4 pedone del bianco · e3 alfiere del bianco · b2 pedone del bianco · g2 pedone del bianco · h2 pedone del bianco · a1 torre del bianco · d1 torre del bianco · g1 re del bianco | a8 torre del nero · f8 torre del nero · g8 re del nero · c7 pedone del nero · e7 alfiere del nero · f7 pedone del nero · g7 pedone del nero · h7 pedone del nero · a6 pedone del nero · e6 cavallo del nero · b5 pedone del nero · e5 pedone del bianco · a4 pedone del bianco · e4 cavallo del bianco · f4 pedone del bianco · e3 alfiere del bianco · b2 pedone del bianco · g2 pedone del bianco · h2 pedone del bianco · a1 torre del bianco · d1 torre del bianco · g1 re del bianco | a8 torre del nero · f8 torre del nero · g8 re del nero · c7 pedone del nero · e7 alfiere del nero · f7 pedone del nero · g7 pedone del nero · h7 pedone del nero · a6 pedone del nero · e6 cavallo del nero · b5 pedone del nero · e5 pedone del bianco · a4 pedone del bianco · e4 cavallo del bianco · f4 pedone del bianco · e3 alfiere del bianco · b2 pedone del bianco · g2 pedone del bianco · h2 pedone del bianco · a1 torre del bianco · d1 torre del bianco · g1 re del bianco | 2 |
| 1 | a8 torre del nero · f8 torre del nero · g8 re del nero · c7 pedone del nero · e7 alfiere del nero · f7 pedone del nero · g7 pedone del nero · h7 pedone del nero · a6 pedone del nero · e6 cavallo del nero · b5 pedone del nero · e5 pedone del bianco · a4 pedone del bianco · e4 cavallo del bianco · f4 pedone del bianco · e3 alfiere del bianco · b2 pedone del bianco · g2 pedone del bianco · h2 pedone del bianco · a1 torre del bianco · d1 torre del bianco · g1 re del bianco | a8 torre del nero · f8 torre del nero · g8 re del nero · c7 pedone del nero · e7 alfiere del nero · f7 pedone del nero · g7 pedone del nero · h7 pedone del nero · a6 pedone del nero · e6 cavallo del nero · b5 pedone del nero · e5 pedone del bianco · a4 pedone del bianco · e4 cavallo del bianco · f4 pedone del bianco · e3 alfiere del bianco · b2 pedone del bianco · g2 pedone del bianco · h2 pedone del bianco · a1 torre del bianco · d1 torre del bianco · g1 re del bianco | a8 torre del nero · f8 torre del nero · g8 re del nero · c7 pedone del nero · e7 alfiere del nero · f7 pedone del nero · g7 pedone del nero · h7 pedone del nero · a6 pedone del nero · e6 cavallo del nero · b5 pedone del nero · e5 pedone del bianco · a4 pedone del bianco · e4 cavallo del bianco · f4 pedone del bianco · e3 alfiere del bianco · b2 pedone del bianco · g2 pedone del bianco · h2 pedone del bianco · a1 torre del bianco · d1 torre del bianco · g1 re del bianco | a8 torre del nero · f8 torre del nero · g8 re del nero · c7 pedone del nero · e7 alfiere del nero · f7 pedone del nero · g7 pedone del nero · h7 pedone del nero · a6 pedone del nero · e6 cavallo del nero · b5 pedone del nero · e5 pedone del bianco · a4 pedone del bianco · e4 cavallo del bianco · f4 pedone del bianco · e3 alfiere del bianco · b2 pedone del bianco · g2 pedone del bianco · h2 pedone del bianco · a1 torre del bianco · d1 torre del bianco · g1 re del bianco | a8 torre del nero · f8 torre del nero · g8 re del nero · c7 pedone del nero · e7 alfiere del nero · f7 pedone del nero · g7 pedone del nero · h7 pedone del nero · a6 pedone del nero · e6 cavallo del nero · b5 pedone del nero · e5 pedone del bianco · a4 pedone del bianco · e4 cavallo del bianco · f4 pedone del bianco · e3 alfiere del bianco · b2 pedone del bianco · g2 pedone del bianco · h2 pedone del bianco · a1 torre del bianco · d1 torre del bianco · g1 re del bianco | a8 torre del nero · f8 torre del nero · g8 re del nero · c7 pedone del nero · e7 alfiere del nero · f7 pedone del nero · g7 pedone del nero · h7 pedone del nero · a6 pedone del nero · e6 cavallo del nero · b5 pedone del nero · e5 pedone del bianco · a4 pedone del bianco · e4 cavallo del bianco · f4 pedone del bianco · e3 alfiere del bianco · b2 pedone del bianco · g2 pedone del bianco · h2 pedone del bianco · a1 torre del bianco · d1 torre del bianco · g1 re del bianco | a8 torre del nero · f8 torre del nero · g8 re del nero · c7 pedone del nero · e7 alfiere del nero · f7 pedone del nero · g7 pedone del nero · h7 pedone del nero · a6 pedone del nero · e6 cavallo del nero · b5 pedone del nero · e5 pedone del bianco · a4 pedone del bianco · e4 cavallo del bianco · f4 pedone del bianco · e3 alfiere del bianco · b2 pedone del bianco · g2 pedone del bianco · h2 pedone del bianco · a1 torre del bianco · d1 torre del bianco · g1 re del bianco | a8 torre del nero · f8 torre del nero · g8 re del nero · c7 pedone del nero · e7 alfiere del nero · f7 pedone del nero · g7 pedone del nero · h7 pedone del nero · a6 pedone del nero · e6 cavallo del nero · b5 pedone del nero · e5 pedone del bianco · a4 pedone del bianco · e4 cavallo del bianco · f4 pedone del bianco · e3 alfiere del bianco · b2 pedone del bianco · g2 pedone del bianco · h2 pedone del bianco · a1 torre del bianco · d1 torre del bianco · g1 re del bianco | 1 |
|   | a | b | c | d | e | f | g | h |   |

## Controversie
Il campionato fu turbato dalla situazione familiare di Korčnoj: egli aveva infatti disertato dall'Unione Sovietica tuttavia a sua moglie e a suo figlio furono negati i permessi di espatrio. Nel 1980 al figlio fu promesso il lasciapassare per raggiungere suo padre all'estero se in cambio avesse consegnato il proprio passaporto. Quando fece ciò egli fu però richiamato per il servizio militare, arrestato con l'accusa di tentativo di diserzione e condannato a due anni e mezzo di lavori forzati. Ciò avvenne prima del match, il cui inizio fu per tali ragioni posticipato dal 9 settembre al 1º ottobre 1981.
L'incontro fu quindi disputato con una notevole pressione da parte del governo sovietico sulla famiglia di Korčnoj stesso e i gravi errori da egli commessi nelle partite valsero all'edizione l'appellativo di "Massacro di Merano" in associazione con l'omonimo evento avvenuto al termine della seconda guerra mondiale. Nel 1982 il figlio di Korčnoj fu rilasciato e poté infine espatriare dall'Unione Sovietica insieme alla madre.